# Omloop Het Nieuwsblad 2015
De wielerwedstrijd Omloop Het Nieuwsblad werd in 2015 gehouden op 28 februari. De start en aankomst lagen in Gent. Ian Stannard won voor de tweede opeenvolgende keer de wedstrijd bij de mannen, Anna van der Breggen won voor de eerste maal bij de vrouwen.
Op 4 juli won Floris Gerts de wedstrijd voor beloften.

## Mannen
De wedstrijd was bij de mannen aan zijn 70e editie toe en maakte deel uit van de UCI Europe Tour 2015, in de categorie 1.HC. De Brit Ian Stannard wist voor de tweede maal op rij te winnen. Stannard was de sterkste in een kopgroep van vier renners, de andere drie renners waren van de ploeg van Etixx-Quick Step.

### Deelnemende ploegen
| WorldTour        | ProContinentaal              |
| ---------------- | ---------------------------- |
| Etixx-Quick Step | Topsport Vlaanderen-Baloise  |
| Lotto Soudal     | Wanty-Groupe Gobert          |
| AG2R La Mondiale | Androni Giocattoli           |
| BMC Racing Team  | Bora-Argon 18                |
| FDJ              | Bretagne-Séché Environnement |
| Giant-Alpecin    | CCC Sprandi Polkowice        |
| IAM Cycling      | Cofidis                      |
| Katjoesja        | Cult Energy                  |
| LottoNL-Jumbo    | Europcar                     |
| Team Sky         | MTN-Qhubeka                  |
|                  | Nippo-Vini Fantini           |
|                  | Roompot Oranje Peloton       |
|                  | Southeast                    |

### Uitslag
| Plaats  | Naam               | Ploeg                       | Tijd     |
| ------- | ------------------ | --------------------------- | -------- |
| Winnaar | Ian Stannard       | Team Sky                    | 4u58'41" |
| 2       | Niki Terpstra      | Etixx-Quick Step            | z.t.     |
| 3       | Tom Boonen         | Etixx-Quick Step            | + 8"     |
| 4       | Stijn Vandenbergh  | Etixx-Quick Step            | + 15"    |
| 5       | Sep Vanmarcke      | LottoNL-Jumbo               | + 1'24"  |
| 6       | Greg Van Avermaet  | BMC Racing Team             | z.t.     |
| 7       | Zdeněk Štybar      | Etixx-Quick Step            | + 1'29"  |
| 8       | Philippe Gilbert   | BMC Racing Team             | + 4'35'  |
| 9       | Luke Rowe          | Team Sky                    | + 4'55"  |
| 10      | Arnaud Démare      | FDJ                         | z.t.     |
| 11      | Alexander Kristoff | Katjoesja                   | z.t.     |
| 12      | Jens Debusschere   | Lotto Soudal                | z.t.     |
| 13      | Wesley Kreder      | Roompot Oranje Peloton      | z.t.     |
| 14      | Edward Theuns      | Topsport Vlaanderen-Baloise | z.t.     |
| 15      | Marco Marcato      | Wanty-Groupe Gobert         | z.t.     |
| 16      | Jesper Asselman    | Roompot Oranje Peloton      | z.t.     |
| 17      | Angélo Tulik       | Europcar                    | z.t.     |
| 18      | Marcus Burghardt   | BMC Racing Team             | z.t.     |
| 19      | Nikolas Maes       | Etixx-Quick Step            | z.t.     |
| 20      | Pierpaolo De Negri | Nippo-Vini Fantini          | z.t.     |

## Vrouwen

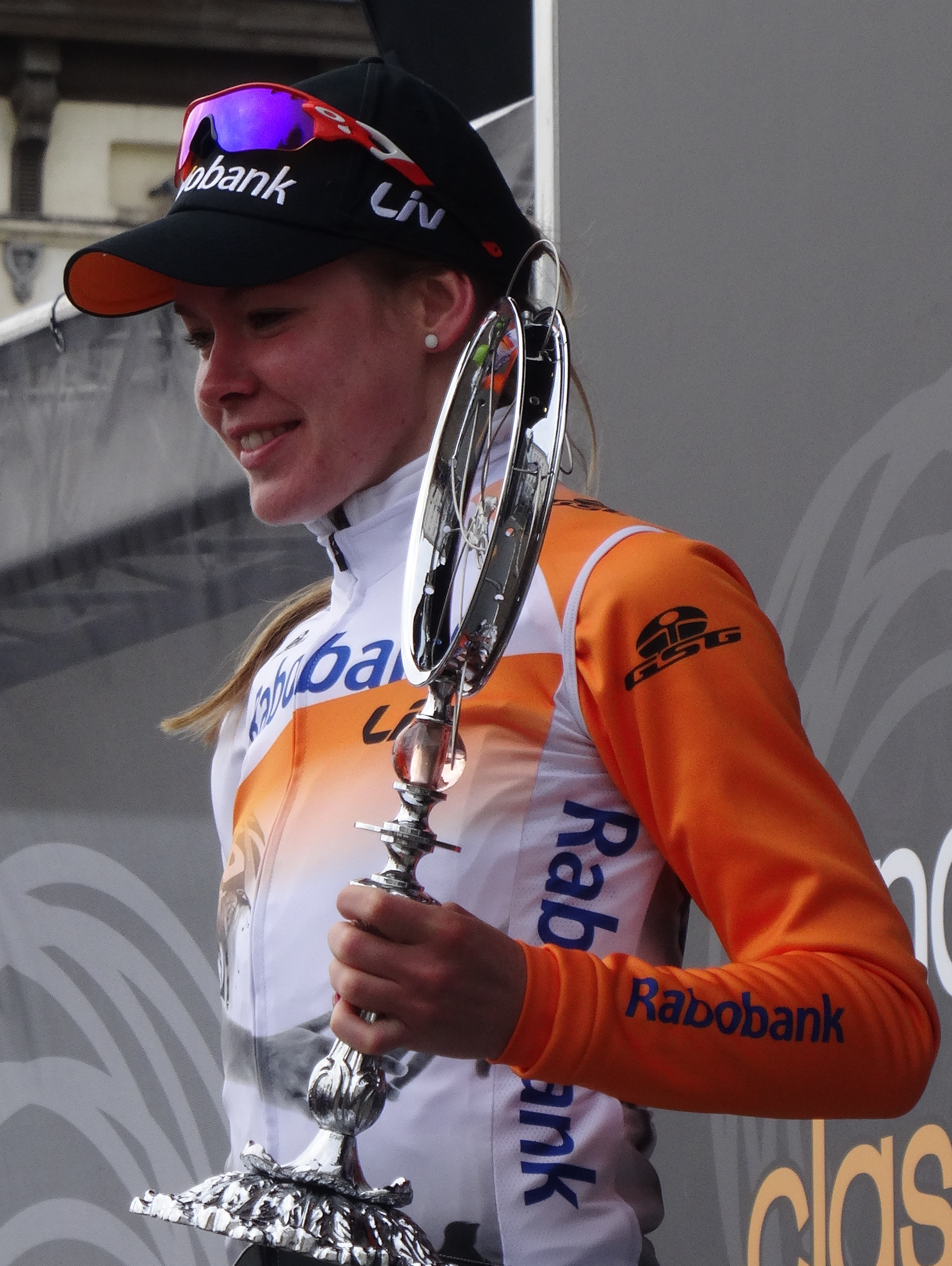
winnares Anna van der Breggen op het podium

De wedstrijd was bij de vrouwen aan zijn 10e editie toe en was ingedeeld in de UCI-wedstrijdcategorie 1.2. Na een ontsnapping van 30 km klopte de Nederlandse Anna van der Breggen haar medevluchtster en landgenote Ellen van Dijk in een sprint met twee. De Britse Elizabeth Armitstead won in de achtervolgende groep de sprint om de derde plaats.

### Deelnemende ploegen
| UCI-teams                      | UCI-teams                       | Clubteams                             |
| ------------------------------ | ------------------------------- | ------------------------------------- |
| Alé Cipollini                  | Matrix Fitness Pro Cycling      | Autoglass Wetteren                    |
| Bepink La Classica             | Orica-AIS                       | Isorex Cycling Team                   |
| Bigla Pro Cycling Team         | Parkhotel Valkenburg            | Keukens Redant Cycling Team           |
| Boels Dolmans Cycling Team     | Poitou-Charentes.Futuroscope.86 | Napoleon Ladies                       |
| Hitec Products                 | Rabobank-Liv Woman              | De Sprinters Malderen                 |
| Inpa Sottoli Bianchi Giusfredi | Team Rytger                     | Verenigde Staten (nationale selectie) |
| Lensworld.eu-Zannata           | Topsport Vlaanderen-Pro-Duo     |                                       |
| Liv-Plantur                    | Velocio-SRAM                    |                                       |
| Lointek                        | Wiggle Honda                    |                                       |
| Lotto Soudal Ladies            |                                 |                                       |

### Uitslag
| Plaats  | Naam                   | Ploeg                      | Tijd     |
| ------- | ---------------------- | -------------------------- | -------- |
| Winnaar | Anna van der Breggen   | Rabobank-Liv Woman         | 3u32'16" |
| 2       | Ellen van Dijk         | Boels Dolmans Cycling Team | z.t.     |
| 3       | Elizabeth Armitstead   | Boels Dolmans Cycling Team | + 14"    |
| 4       | Chantal Blaak          | Boels Dolmans Cycling Team | z.t.     |
| 5       | Tiffany Cromwell       | Velocio-SRAM               | z.t.     |
| 6       | Elena Cecchini         | Lotto Soudal Ladies        | z.t.     |
| 7       | Amy Pieters            | Wiggle Honda               | z.t.     |
| 8       | Christine Majerus      | Boels Dolmans Cycling Team | z.t.     |
| 9       | Trixi Worrack          | Velocio-SRAM               | z.t.     |
| 10      | Roxane Knetemann       | Rabobank-Liv Woman         | z.t.     |
| 11      | Ashleigh Moolman-Pasio | Bigla Pro Cycling Team     | z.t.     |
| 12      | Chloe Hosking          | Wiggle Honda               | z.t.     |
| 13      | Romy Kasper            | Boels Dolmans Cycling Team | z.t.     |
| 14      | Emma Johansson         | Orica-AIS                  | z.t.     |
| 15      | Lucinda Brand          | Rabobank-Liv Woman         | z.t.     |
| 16      | Katarzyna Niewiadoma   | Rabobank-Liv Woman         | z.t.     |
| 17      | Elisa Longo Borghini   | Wiggle Honda               | + 27"    |
| 18      | Annemiek van Vleuten   | Bigla Pro Cycling Team     | z.t.     |
| 19      | Loren Rowney           | Velocio-SRAM               | + 2'33"  |
| 20      | Jessie Daams           | Lotto Soudal Ladies        | z.t.     |

1945 · 1946 · 1947 · 1948 · 1949 · 1950 · 1951 · 1952 · 1953 · 1954 · 1955 · 1956 · 1957 · 1958 · 1959 · 1960 · 1961 · 1962 · 1963 · 1964 · 1965 · 1966 · 1967 · 1968 · 1969 · 1970 · 1971 · 1972 · 1973 · 1974 · 1975 · 1976 · 1977 · 1978 · 1979 · 1980 · 1981 · 1982 · 1983 · 1984 · 1985 · 1986 · 1987 · 1988 · 1989 · 1990 · 1991 · 1992 · 1993 · 1994 · 1995 · 1996 · 1997 · 1998 · 1999 · 2000 · 2001 · 2002 · 2003 · 2004 · 2005 · 2006 · 2007 · 2008 · 2009 · 2010 · 2011 · 2012 · 2013 · 2014 · 2015 · 2016 · 2017 · 2018 · 2019 · 2020 · 2021 · 2022 · 2023 · 2024 · 2025
Etappewedstrijden

 Ster van Bessèges · 
 Ronde van de Algarve · 
 Ruta del Sol · 
 Ronde van de Haut-Var · 
 Driedaagse van West-Vlaanderen · 
 Internationale Wielerweek · 
 Internationaal Wegcriterium · 
 Driedaagse van De Panne-Koksijde · 
 Ronde van de Sarthe · 
 Ronde van Castilië en León · 
 Ronde van Trentino · 
 Ronde van Kroatië · 
 Ronde van Turkije · 
 Ronde van Yorkshire · 
 Ronde van Asturië · 
 Vierdaagse van Duinkerke · 
 Ronde van Azerbeidzjan · 
 Ronde van Madrid · 
 Ronde van Beieren · 
 Ronde van Picardië · 
 Ronde van Noorwegen · 
 World Ports Classic · 
 Tour des Fjords · 
 Ronde van Estland · 
 Ronde van België · 
 Ronde van Luxemburg · 
 Boucles de la Mayenne · 
 Ster ZLM Toer · 
 Ronde van Slovenië · 
 Route du Sud · 
 Sibiu Cycling Tour · 
 Ronde van Oostenrijk · 
 Ronde van Wallonië · 
 Ronde van Portugal · 
 Ronde van Burgos · 
 Ronde van Denemarken · 
 Ronde van de Ain · 
 Ronde van Tsjechië · 
 Arctic Race of Norway · 
 Ronde van de Limousin · 
 Ronde van Poitou-Charentes · 
 Ronde van Groot-Brittannië · 
 Ronde van Gévaudan Languedoc-Roussillon · 
 Eurométropole Tour
Eendaagse wedstrijden

 Trofeo Santanyí-Ses Salines-Campos · 
 Trofeo Andratx-Mirador d'Es Colomer · 
 Trofeo Serra de Tramuntana · 
 Trofeo Playa de Palma-Palma · 
 GP La Marseillaise · 
 Grote Prijs van de Etruskische Kust · 
 Ronde van Murcia · 
 Clásica de Almería · 
 Trofeo Laigueglia · 
 Omloop Het Nieuwsblad · 
 Classic Sud Ardèche · 
 GP Lugano · 
 La Drôme Classic · 
 Kuurne-Brussel-Kuurne · 
 Le Samyn · 
 Strade Bianche · 
 Ronde van Drenthe · 
 Dwars door Drenthe · 
 Nokere Koerse · 
 GP Nobili Rubinetterie · 
 Handzame Classic · 
 Ronde van Zeeland Seaports · 
 Classic Loire-Atlantique · 
 Grote Prijs van Cholet-Pays de Loire · 
 Dwars door Vlaanderen · 
 Classica Corsica · 
 Route Adélie de Vitré · 
 Grote Prijs Miguel Indurain · 
 Volta Limburg Classic · 
 Ronde van La Rioja · 
 Parijs-Camembert · 
 Scheldeprijs · 
 Klasika Primavera · 
 Brabantse Pijl · 
 GP Denain · 
 Ronde van de Finistère · 
 Tro Bro Léon · 
 La Roue Tourangelle · 
 Ronde van de Apennijnen · 
 Grote Prijs van de Somme · 
 Grote Prijs van Plumelec · 
 ProRace Berlin · 
 Boucles de l'Aulne · 
 GP Kanton Aargau · 
 Ronde van Keulen · 
 Ronde van Limburg · 
 Velothon Wales · 
 Halle-Ingooigem · 
 Trofeo Matteotti · 
 GP Cerami · 
 GP Industria & Artigianato-Larciano · 
 Prueba Villafranca de Ordizia · 
 Ronde van Toscane · 
 Circuito de Getxo · 
 Polynormande · 
 RideLondon Classic · 
 GP Stad Zottegem · 
 Arnhem-Veenendaal Classic · 
 GP Jef Scherens · 
 Druivenkoers Overijse · 
 Schaal Sels · 
 Brussels Cycling Classic · 
 GP Fourmies · 
 Velothon Stockholm · 
 Ronde van de Doubs · 
 Coppa Bernocchi · 
 Coppa Agostoni · 
 GP van Wallonië · 
 Kampioenschap van Vlaanderen · 
 Memorial Marco Pantani · 
 Grote Prijs Impanis-Van Petegem · 
 GP van Isbergues · 
 GP Industria & Commercio di Prato · 
 Omloop van het Houtland · 
 Duo Normand · 
 Ronde van de Drie Valleien · 
 Milaan-Turijn · 
 Ronde van Piemonte · 
 Ronde van het Münsterland · 
 Ronde van de Vendée · 
 Memorial Frank Vandenbroucke · 
 Coppa Sabatini · 
 Parijs-Bourges · 
 Ronde van Emilia · 
 GP Beghelli · 
 Parijs-Tours · 
 Nationale Sluitingsprijs · 
 Chrono des Nations